# Törmänen (sjö i Pyhäntä, Norra Österbotten, Finland)
Törmänen eller Törmäsenjärvi är en sjö i Finland. Den ligger i kommunen Pyhäntä i landskapet Norra Österbotten, i den centrala delen av landet, 500 km norr om huvudstaden Helsingfors. Törmäsenjärvi ligger 124 meter över havet. Arean är 39,5 hektar och strandlinjen är 2,79 kilometer lång. Sjön  ingår i Siikajokis huvudavrinningsområde.   I omgivningarna runt Törmänen växer i huvudsak blandskog.